# Берлинский музей коммуникаций
Берлинский музей коммуникаций (нем. Museum für Kommunikation Berlin) — учреждение федерального Музейного фонда почты и телекоммуникаций Германии. Располагается в берлинском районе Митте в здании бывшего Музея имперской почты на пересечении Лейпцигской улицы с улицей Мауэрштрассе. С 1977 года здание музея является памятником архитектуры Берлина.
Предшественник Берлинского музея коммуникаций, Музей имперской почты, был основан Генрихом фон Стефаном, генерал-почтмейстером Германской империи, чтобы «продемонстрировать развитие транспорта начиная с Древнего мира и до Новейшего времени», став одним из первых в мире музеев истории техники. Здание на Лейпцигской улице по проекту архитектора Карла Шватло было построено в 1871—1874 годах под Имперский почтамт, в котором разместилась и музейное собрание. По случаю открытия здания кайзер Вильгельм I высказался о нём: «Хорошо! Чистый и просто достойный стиль!». В 1893—1897 годах здание было перестроено под музей по проекту архитекторов Эрнста Хаке, Отто Техова и Франца Аренса.
В 1895 году на крыше под главным входом была установлена шестиметровая групповая скульптура гигантов, удерживающих земной шар, работы Эрнста Венка, которая призвана символизировать общемировое значение почты и телекоммуникаций. Острые на язык берлинцы вскоре дали зданию иронические прозвища «Почтовый Колизей» и «Цирк Стефана».
Во время двух мировых войн музей был закрыт. Здание серьёзно пострадало от союзнических бомбардировок Берлина, начавшихся в 1943 году, и, в особенности, в ходе уличных боёв во время битвы за Берлин в апреле 1945 года. После войны здание оказалось в советском секторе оккупации Берлина, затем в Восточном Берлине. Часть музейных экспонатов, оказавшихся в разделённой Германии на территории ФРГ, была собрана во Франкфурте-на-Майне в отдельный музей, ныне Франкфуртский музей коммуникаций, открывшийся в 1958 году. Восстановленный музей на Лейпцигской улице под названием Музей почты с постоянной экспозицией, посвящённой истории почтового дела, телеграфа, телефонии, радио и телевидения, открылся в апреле 1960 года. В 1964 году в музее открылась постоянная экспозиция почтовых марок. В преддверии 750-летия Берлина в 1987 году в здании была запланирована полная реконструкция Музея почты ГДР, которая завершилась лишь в 1990 году, после падения Берлинской стены.
В 1992 году архитектурное бюро Henze & Vahjen получило заказ на реконструкцию музейного здания в соответствии с нормами охраны архитектурных памятников и на разработку новой концепции его использования. Реконструкционные работы стоимостью в 60 млн немецких марок завершились в августе 1997 года. Обновлённый Музей коммуникаций открыл свои двери посетителям 17 марта 2000 года на торжественной церемонии с участием федерального президента Йоханнеса Рау.